# Sergej Grin'kov
Sergej Michajlovič Grin'kov (in russo Серге́й Миха́йлович Гринько́в?; Mosca, 4 febbraio 1967 – Lake Placid, 20 novembre 1995) è stato un pattinatore artistico su ghiaccio sovietico, dal 1991 russo, specializzato nel pattinaggio artistico su ghiaccio a coppie.
In coppia con Ekaterina Gordeeva ha vinto due medaglie d'oro olimpiche (1988 e 1994) e quattro mondiali. È deceduto a soli 28 anni a causa di un attacco cardiaco mentre si allenava negli Stati Uniti.

## Palmarès
Coppie con Ekaterina Gordeeva
| Internazionali                      | Internazionali | Internazionali | Internazionali | Internazionali | Internazionali | Internazionali | Internazionali | Internazionali | Internazionali | Internazionali | Internazionali |
| Evento                              | 1983–84        | 1984–85        | 1985–86        | 1986–87        | 1987–88        | 1988–89        | 1989–90        | 1990–91        | 1991–92        | 1992–93        | 1993–94        |
| ----------------------------------- | -------------- | -------------- | -------------- | -------------- | -------------- | -------------- | -------------- | -------------- | -------------- | -------------- | -------------- |
| Giochi olimpici invernali           |                |                |                |                | 1°             |                |                |                |                |                | 1°             |
| Campionati mondiali                 |                |                | 1°             | 1°             | 2°             | 1°             | 1°             |                |                |                |                |
| Campionati europei                  |                |                | 2°             | R              | 1°             |                | 1°             |                |                |                | 1°             |
| Goodwill Games                      |                |                |                |                |                |                | 1°             |                |                |                |                |
| Prize of Moscow News                |                |                | 4°             |                | 1°             |                |                |                |                |                |                |
| NHK Trophy                          |                |                |                |                |                |                | 1°             |                |                |                |                |
| Skate Canada                        |                |                | 1°             | 2°             |                |                |                |                |                |                | 1°             |
| Internazionali: Junior              |                |                |                |                |                |                |                |                |                |                |                |
| Campionati mondiali                 | 5°             | 1°             |                |                |                |                |                |                |                |                |                |
| Nazionali                           |                |                |                |                |                |                |                |                |                |                |                |
| Campionati russi                    |                |                |                |                |                |                |                |                |                |                | 1°             |
| Campionati sovietici                |                | 6°             | 2°             | 1°             |                |                |                |                |                |                |                |
| Altre competizioni                  |                |                |                |                |                |                |                |                |                |                |                |
| Campionati del mondo professionisti |                |                |                |                |                |                | 2°             | 1°             | 1°             |                | 1°             |
| R = Ritirati                        |                |                |                |                |                |                |                |                |                |                |                |